# Matthieu Vaxivière
Matthieu Vaxivière (Limoges, 3 de dezembro de 1994) é um automobilista francês.

## Carreira

### GP3 Series
Em 2017, Vaxivière fez sua estreia na GP3 Series pela equipe DAMS.